# Ouratea lancifolia
Ouratea lancifolia är en tvåhjärtbladig växtart som beskrevs av R.G.Chacon och K.Yamam.. Ouratea lancifolia ingår i släktet Ouratea och familjen Ochnaceae. Inga underarter finns listade i Catalogue of Life.